# Oscarverleihung 1939
Übersicht aller ausgezeichneten Filme

◄◄ | ◄ | 1935 | 1936 | 1937 | 1938 | Oscarverleihung 1939 | 1940 | 1941 | 1942 | 1943 | ► | ►►

Weitere Ereignisse
Die Oscarverleihung 1939 fand am 23. Februar 1939 im Los Angeles Biltmore Hotel in Los Angeles statt. Es waren die 11th Annual Academy Awards. Im Jahr der Auszeichnung werden immer Filme des vorherigen Jahres ausgezeichnet, in diesem Fall die Filme des Jahres 1938.
| Film                                       | N | A |
| ------------------------------------------ | - | - |
| Lebenskünstler                             | 7 | 2 |
| Alexander’s Ragtime Band                   | 6 | 1 |
| Jezebel – Die boshafte Lady                | 5 | 2 |
| Teufelskerle                               | 5 | 2 |
| Vater dirigiert                            | 5 | 0 |
| Wie leben wir doch glücklich!              | 5 | 0 |
| Algiers                                    | 4 | 0 |
| Mad About Music                            | 4 | 0 |
| Marie-Antoinette                           | 4 | 0 |
| Robin Hood – König der Vagabunden          | 4 | 3 |
| Der Roman eines Blumenmädchens             | 4 | 1 |
| Wenn ich König wär                         | 4 | 0 |
| Die Zitadelle                              | 4 | 0 |
| Army Girl                                  | 3 | 0 |
| Chicago – Engel mit schmutzigen Gesichtern | 3 | 0 |
| Gauner mit Herz                            | 3 | 0 |
| Der große Walzer                           | 3 | 1 |
| Mein Mann, der Cowboy                      | 3 | 1 |
| Der Testpilot                              | 3 | 0 |
| Sorgenfrei durch Dr. Flagg – Carefree      | 3 | 0 |
| Suez                                       | 3 | 0 |
| Blockade                                   | 2 | 0 |
| The Goldwyn Follies                        | 2 | 0 |
| Singende Herzen                            | 2 | 0 |
| That Certain Age                           | 2 | 0 |
| Vivacious Lady                             | 2 | 0 |

## Gewinner und Nominierte

### Bester Film
Lebenskünstler (You Can’t Take It with You) – Frank Capra
Alexander’s Ragtime Band – Harry Joe Brown, Darryl F. Zanuck
Die große Illusion (La grande illusion) – Albert Pinkovitch, Frank Rollmer
Jezebel – Die boshafte Lady (Jezebel) – Henry Blanke, Hal B. Wallis
Robin Hood – König der Vagabunden (The Adventures of Robin Hood) – Henry Blanke, Hal B. Wallis
Der Roman eines Blumenmädchens (Pygmalion) – Gabriel Pascal
Der Testpilot (Test Pilot) – Louis D. Lighton
Teufelskerle (Boys Town) – John W. Considine Jr.
Vater dirigiert (Four Daughters) – Henry Blanke, Hal B. Wallis
Die Zitadelle (The Citadel) – Victor Saville

### Beste Regie
Frank Capra – Lebenskünstler (You Can’t Take It with You)
Michael Curtiz – Chicago – Engel mit schmutzigen Gesichtern (Angels with Dirty Faces)
Michael Curtiz – Vater dirigiert (Four Daughters)
Norman Taurog – Teufelskerle (Boys Town)
King Vidor – Die Zitadelle (The Citadel)

### Bester Hauptdarsteller
Spencer Tracy – Teufelskerle (Boys Town)
Charles Boyer – Algiers
James Cagney – Chicago – Engel mit schmutzigen Gesichtern (Angels with Dirty Faces)
Robert Donat – Die Zitadelle (The Citadel)
Leslie Howard – Der Roman eines Blumenmädchens (Pygmalion)

### Beste Hauptdarstellerin
Bette Davis – Jezebel – Die boshafte Lady (Jezebel)
Fay Bainter – White Banners
Wendy Hiller – Der Roman eines Blumenmädchens (Pygmalion)
Norma Shearer – Marie-Antoinette (Marie Antoinette)
Margaret Sullavan – Three Comrades

### Bester Nebendarsteller
Walter Brennan – Die goldene Peitsche (Kentucky)
John Garfield – Vater dirigiert (Four Daughters)
Gene Lockhart – Algiers
Robert Morley – Marie-Antoinette (Marie Antoinette)
Basil Rathbone – Wenn ich König wär (If I Were King)

### Beste Nebendarstellerin
Fay Bainter – Jezebel – Die boshafte Lady (Jezebel)
Beulah Bondi – Of Human Hearts
Billie Burke – Wie leben wir doch glücklich! (Merrily We Live)
Spring Byington – Lebenskünstler (You Can’t Take It with You)
Miliza Korjus – Der große Walzer (The Great Waltz)

### Bestes Drehbuch
Ian Dalrymple, Cecil Lewis, W. P. Lipscomb, George Bernard Shaw – Der Roman eines Blumenmädchens (Pygmalion)
Lenore J. Coffee, Julius J. Epstein – Vater dirigiert (Four Daughters)
Ian Dalrymple, Elizabeth Hill, Frank Wead – Die Zitadelle (The Citadel)
John Meehan, Dore Schary – Teufelskerle (Boys Town)
Robert Riskin – Lebenskünstler (You Can’t Take It with You)

### Beste Originalgeschichte
Eleanore Griffin, Dore Schary – Teufelskerle (Boys Town)
Irving Berlin – Alexander’s Ragtime Band
Rowland Brown – Chicago – Engel mit schmutzigen Gesichtern (Angels with Dirty Faces)
Marcella Burke, Friedrich Kohner – Mad About Music
John Howard Lawson – Blockade
Frank Wead – Der Testpilot (Test Pilot)

### Beste Kamera
Joseph Ruttenberg – Der große Walzer (The Great Waltz)
Norbert Brodine – Wie leben wir doch glücklich! (Merrily We Live)
Robert De Grasse – Vivacious Lady
Ernest Haller – Jezebel – Die boshafte Lady (Jezebel)
James Wong Howe – Algiers
J. Peverell Marley – Suez
Ernest Miller, Harry J. Wild – Army Girl
Victor Milner – Der Freibeuter von Louisiana (The Buccaneer)
Leon Shamroy – Gauner mit Herz (The Young in Heart)
Joseph A. Valentine – Mad About Music
Joseph Walker – Lebenskünstler (You Can’t Take It with You)

### Bestes Szenenbild
Carl Jules Weyl – Robin Hood – König der Vagabunden (The Adventures of Robin Hood)
Richard Day – The Goldwyn Follies
Hans Dreier, John B. Goodman – Wenn ich König wär (If I Were King)
Cedric Gibbons – Marie-Antoinette
Stephen Goosson, Lionel Banks – Die Schwester der Braut (Holiday)
Charles D. Hall – Wie leben wir doch glücklich! (Merrily We Live)
Bernard Herzbrun, Boris Leven – Alexander’s Ragtime Band
Jack Otterson – Mad About Music
Van Nest Polglase – Sorgenfrei durch Dr. Flagg – Carefree (Carefree)
Alexander Toluboff – Algiers
Lyle R. Wheeler – Toms Abenteuer (The Adventures of Tom Sawyer)

### Beste Original-Filmmusik
Erich Wolfgang Korngold – Robin Hood – König der Vagabunden (The Adventures of Robin Hood)
Robert Russell Bennett – Pacific Liner
Richard Hagemann – Wenn ich König wär (If I Were King)
Marvin Hatley – Laurel und Hardy: Die Klotzköpfe (Blockheads)
Werner Janssen – Blockade
Alfred Newman – Mein Mann, der Cowboy (The Cowboy and the Lady)
Louis Silvers – Suez
Herbert Stothart – Marie-Antoinette
Franz Waxman – Gauner mit Herz (The Young in Heart)
Victor Young – Army Girl
Victor Young – Breaking the Ice

### Beste adaptierte Filmmusik
Alfred Newman – Alexander’s Ragtime Band
Victor Baravalle – Sorgenfrei durch Dr. Flagg – Carefree (Carefree)
Cy Feuer – Storm Over Bengal
Marvin Hatley – Millionärin auf Abwegen (There Goes My Heart)
Boris Morros – Tropic Holiday
Alfred Newman – The Goldwyn Follies
Charles Previn, Frank Skinner – Mad About Music
Max Steiner – Jezebel – Die boshafte Lady (Jezebel)
Morris Stoloff, Gregory Stone – Girls’ School
Herbert Stothart – Singende Herzen (Sweethearts)
Franz Waxman – Gauner mit Herz (The Young in Heart)

### Bester Song
„Thanks for the Memory“ aus The Big Broadcast of 1938 – Ralph Rainger, Leo Robin
„Always and Always“ aus Mannequin – Chet Forrest, Edward Ward, Bob Wright
„Change Partners“ aus Sorgenfrei durch Dr. Flagg – Carefree (Carefree) – Irving Berlin
„The Cowboy and the Lady“ aus Mein Mann, der Cowboy (The Cowboy and the Lady)  – Lionel Newman, Arthur Quenzer
„Dust“ aus Under Western Stars – Johnny Marvin
„Jeepers Creepers“ aus Going Places – Johnny Mercer, Harry Warren
„Merrily We Live“ aus Wie leben wir doch glücklich! (Merrily We Live) – Phil Charig, Arthur Quenzer
„A Mist Is Over the Moon“ aus The Lady Objects – Oscar Hammerstein II, Ben Oakland
„My Own“ aus That Certain Age – Harold Adamson, Jimmy McHugh
„Now It Can Be Told“ aus Alexander’s Ragtime Band – Irving Berlin

### Bester Schnitt
Ralph Dawson – Robin Hood – König der Vagabunden (The Adventures of Robin Hood)
Gene Havlick – Lebenskünstler (You Can’t Take It With You)
Tom Held – Der große Walzer (The Great Waltz)
Tom Held – Der Testpilot (Test Pilot)
Barbara McLean – Alexander’s Ragtime Band

### Bester Ton
Thomas T. Moulton – Mein Mann, der Cowboy (The Cowboy and the Lady)
Bernard B. Brown – That Certain Age
Edmund H. Hansen – Suez
Nathan Levinson – Vater dirigiert (Four Daughters)
Charles L. Lootens – Army Girl
Elmer Raguse – Wie leben wir doch glücklich! (Merrily We Live)
Loren L. Ryder – Wenn ich König wär (If I Were King)
Douglas Shearer – Singende Herzen (Sweethearts)
James Wilkinson – Vivacious Lady
John P. Livadary – Lebenskünstler (You Can’t Take It with You)

### Bester Kurzfilm (1 Filmrolle)
That Mothers Might Live – MGM
The Great Heart – MGM
Timber Toppers – 20th Century Fox

### Bester Kurzfilm (2 Filmrollen)
The Declaration of Independence – Warner Bros.
Swingtime in the Movies – Warner Bros.
They’re Always Caught – MGM

### Bester Kurzfilm (Cartoon)
Ferdinand, der Stier (Ferdinand the Bull) – Walt Disney
Hunky and Spunky – Paramount
Mother Goose Goes Hollywood – Walt Disney
Tapferes kleines Schneiderlein (Brave Little Tailor) – Walt Disney
Die tüchtigen Pfadfinder (Good Scouts) – Walt Disney

## Ehren-Oscars

### Ehrenoscar
Arthur Ball
Harry Warner
Schneewittchen und die sieben Zwerge – Walt Disney
Piraten in Alaska (Spawn of the North) – Paramount Pictures
Singende Herzen (Sweethearts) – Oliver T. Marsh und Allen M. Davey

### Juvenile Award
Deanna Durbin
Mickey Rooney

### Irving G. Thalberg Memorial Award
Hal B. Wallis

### Technical Achievement Award
John Aalberg
Byron Haskin